# Fryderyk (prénom)
Pour les articles homonymes, voir Fryderyk.
Fryderyk est un prénom masculin polonais.

## Prénom
- Pour l'ensemble des articles sur les personnes portant ce prénom, consulter :
  - la liste des articles dont le titre commence par ce prénom
  - les listes produites par Wikidata : Liste des personnes de prénom « Fryderyk » — même liste en incluant les éventuels prénoms composés qui contiennent « Fryderyk ».
- Fryderyk Getkant (en) (1600-1666), ingénieur militaire prussien
- Fryderyk Jagiellończyk (1468-1503), cardinal et prince polonais
- Fryderyk Wilhelm Lubomirski (1779-1848), prince polonais, vice-gouverneur de Volyn
- Fryderyk Sapieha (c. 1599-1650), magnat de Pologne-Lituanie
- Fryderyk Scherfke (1909-1983), joueur polonais de football
- Fryderyk Szopen (1810-1849), pianiste virtuose franco-polonais

### Deuxième prénom
- Michał Fryderyk Czartoryski (1696-1775), prince polonais et grand chancelier de Lituanie
- Bogusław Fryderyk Radziwiłł (1809-1873), gentilhomme et militaire polonais
- Jan Fryderyk Sapieha (1618-1664), magnat de Pologne-Lituanie
- Jan Fryderyk Sapieha (1680-1751), prince et grand chancelier de Lituanie

## Référence
1. ↑  (en) « 10th Century Frisian Masculine Names », sur heraldry.sca.org (consulté le 28 décembre 2017)